# 高円宮杯U-18サッカーリーグ2016
高円宮杯U-18サッカーリーグ2016は、高円宮杯U-18サッカーリーグの2016年の大会である。

## プレミアリーグ
プレミアリーグのイーストとウエストはそれぞれ、青森山田高校とサンフレッチェ広島ユースが優勝し、チャンピオンシップに出場した。チャンピオンシップでは、青森山田高校が勝ってチャンピオンとなった。プレミアリーグの順位は次のとおり。
プレミアリーグイースト
1. 青森山田高校
2. FC東京U-18
3. 市立船橋高校
4. 大宮アルディージャユース
5. 横浜F·マリノスユース
6. 清水エスパルスユース
7. 柏レイソルU-18
8. 鹿島アントラーズユース
9. 流通経済大学付属柏高校
10. アルビレックス新潟U-18

プレミアリーグウエスト
1. サンフレッチェ広島ユース
2. セレッソ大阪U-18
3. ヴィッセル神戸U-18
4. 東福岡高校
5. ガンバ大阪ユース
6. 京都サンガU-18
7. 神戸弘陵学園高校
8. 大津高校
9. 名古屋グランパスU18
10. 大分トリニータU-18

9位以下の4チームは、翌年のプリンスリーグへ降格した。一方で、プレミアリーグ参入戦で勝ち上がった次の4チームが翌年のプレミアリーグへ昇格した。
- 浦和レッズユース
- 阪南大学高校
- 米子北高校
- アビスパ福岡U-18

## プリンスリーグ

### 北海道
1. 北海道コンサドーレ札幌U-18
2. 北海高校
3. 旭川実業高校
4. 札幌大谷高校
5. 帯広北高校
6. 北海道大谷室蘭高校
7. 札幌第一高校
8. 駒大苫小牧高校

### 東北
1. ベガルタ仙台ユース
2. 尚志高校
3. 青森山田高校2nd
4. モンテディオ山形ユース
5. 盛岡商業高校
6. 遠野高校
7. 仙台育英学園高校
8. 聖和学園高校
9. 日大山形高校
10. 盛岡中央高校

### 関東
1. 浦和レッズユース
2. 桐光学園高校
3. 東京ヴェルディユース
4. 川崎フロンターレU-18
5. 三菱養和SCユース
6. 横浜FCユース
7. 山梨学院高校
8. 前橋育英高校
9. 帝京第三高校
10. ヴァンフォーレ甲府U-18

### 北信越
1. 新潟明訓高校
2. 帝京長岡高校
3. 星稜高校
4. 富山第一高校
5. 新潟西高校
6. 鵬学園高校
7. 長岡向陵高校
8. 北越高校
9. 遊学館高校
10. 高岡第一高校

### 東海
1. JFAアカデミー福島U-18
2. 浜松開誠館高校
3. 藤枝明誠高校
4. 清水桜が丘高校
5. 静岡学園高校
6. ジュビロ磐田U-18
7. 中京大学付属中京高校
8. 東邦高校
9. 東海学園高校
10. 四日市中央工業高校

### 関西
1. 阪南大学高校
2. 近畿大学附属高校
3. 履正社高校
4. 大阪桐蔭高校
5. 関西大学第一高校
6. 京都橘高校
7. 野洲高校
8. 金光大阪高校
9. 久御山高校
10. 和歌山北高校

### 中国
1. 米子北高校
2. 広島皆実高校
3. 岡山学芸館高校
4. 岡山県作陽高校
5. サンフレッチェ広島ユース2nd
6. 立正大学淞南高校
7. 玉野光南高校
8. 広島県瀬戸内高校
9. 如水館高校
10. 大社高校

### 四国
1. 明徳義塾高校
2. 徳島市立高校
3. 愛媛FC U-18
4. 徳島ヴォルティスユース
5. 高松商業高校
6. 大手前高松高校
7. 四国学院大学香川西高校
8. 松山工業高校
9. 高知西高校
10. 済美高校

### 九州
1. 長崎総合科学大学附属高校
2. アビスパ福岡U-18
3. 神村学園高等部
4. 九州国際大学付属高校
5. ロアッソ熊本ユース
6. 鵬翔高校
7. 日章学園高校
8. 鹿児島城西高校
9. 鹿児島実業高校
10. 佐賀東高校

## 都道府県リーグ
都府県リーグと北海道ブロックリーグの優勝チームは次のとおり。

### 北海道ブロック
- 道北 - 旭川実業高校2nd
- 道東 - 帯広大谷高校
- 道南 - 大谷室蘭高校2nd
- 札幌 - 東海大札幌高校
- 道央 - 札幌日大高校

### 東北地区
- 青森県 - 青森県立弘前実業高校
- 岩手県 - 専修大学北上高校
- 宮城県 - 東北高校
- 秋田県 - ブラウブリッツ秋田
- 山形県 - 山形県立山形中央高校
- 福島県 - 聖光学院高校

### 関東地区
- 茨城県 - 鹿島学園高校
- 栃木県 - 佐野日本大学高校
- 群馬県 - 前橋商業高校
- 埼玉県 - 昌平高校
- 千葉県 - ジェフユナイテッド千葉U-18
- 東京都 - 成立学園高校
- 神奈川県 - 日本大学藤沢高校
- 山梨県 - 日本航空高校

### 北信越地区
- 新潟県 - 日本文理高校
- 富山県 - カターレ富山U-18
- 石川県 - 星稜高校2nd
- 福井県 - 北陸高校
- 長野県 - 松本山雅U-18

### 東海地区
- 静岡県 - 静岡学園2nd
- 愛知県 - 刈谷高校
- 三重県 - 津工業高校
- 岐阜県 - 帝京大可児高校

### 関西地区
- 滋賀県 - 草津東高校
- 京都府 - 東山高校
- 大阪府 - 東海大学附属仰星高校
- 兵庫県 - 三田学園高校
- 奈良県 - 奈良育英高校
- 和歌山県 - 初芝橋本高校

### 中国地区
- 鳥取県 - 境高校
- 島根県 - 松江商業高校
- 岡山県 - ファジアーノ岡山U-18
- 広島県 - 広島観音高校
- 山口県 - 聖光高校

### 四国地区
- 徳島県 - 徳島北高校
- 香川県 - カマタマーレ讃岐U-18
- 愛媛県 - 今治東中等教育学校
- 高知県 - 高知中央高校

### 九州地区
- 福岡県 - 東福岡高校B
- 佐賀県 - サガン鳥栖ユース
- 長崎県 - V・ファーレン長崎ユース
- 熊本県 - 秀岳館高校
- 大分県 - 大分高校
- 宮崎県 - 宮崎日本大学高校
- 鹿児島県 - 出水中央高校
- 沖縄県 - 那覇西高校